# Evgeny Bareïev
Evgeny Bareev (en russe : Евгений Ильгизович Бареев, transcription française : Ievgueni Ilguissovitch Bareïev), né le 21 novembre 1966 à Iemanjelinsk (oblast de Tcheliabinsk), est un grand maître international d'échecs russe. Depuis septembre 2015, il représente la fédération canadienne dans les compétitions internationales.

## Biographie et carrière
Bareïev obtient le titre de maître international en 1986 à 20 ans et celui grand maître international en 1989 à l'âge de 23 ans.

### Palmarès
Ses plus grandes performances ont été :

#### Années 1980
- champion du monde des moins de 16 ans en 1982 ;
- 2e-7e du championnat d'URSS 1986 ;
- 3e-5e du championnat du monde junior 1986 ;
- champion de Moscou en 1989 ;

#### Années 1990
- vainqueur de l'open de Dortmund en 1990 ;
- covainqueur de l'open GMA de Moscou en 1990 ;
- 1er-4e au championnat d'URSS de 1990 (troisième au départage) ;
- vainqueur du tournoi de Hastings trois ans de suite de 1990-1991 à 1992-1993 ;
- deuxième du mémorial Milan Vidmar à Bled et Rogaska Slatina en 1991 ;
- deuxième du festival d'échecs de Bienne en 1991 ;
- troisième du tournoi d'échecs de Dortmund en 1992 ;
- médaille d'or individuelle au troisième échiquier lors du championnat du monde d'échecs par équipe à Lucerne en 1993 ;
- quatrième du tournoi de Linares (victoire de Karpov devant Kasparov et Chirov)
- finaliste du tournoi d'échecs de Tilburg en 1994 (battu par Salov) ;
- finaliste du tournoi de Wijk aan Zee en 1995 (battu par Dreïev) ;
- covainqueur du tournoi de Leon 1995 (ex æquo avec Chirov)[2] ;
- 1er-5e au championnat de Russie de 1995 (devancé au départage par Svidler) ;
- vainqueur du tournoi de Belgrade 1996 (devant Salov, Leko et Karpov) ;
- médaille d'argent individuelle (échiquier de réserve) à l'olympiade d'échecs de 1996 (également médaille d'or par équipe) ;
- 1er-7e de l'open de Vienne 1996[3] ;
- troisième du mémorial Rubinstein 1997 ;
- médaille d'argent individuelle au premier échiquier lors du championnat du monde d'échecs par équipe en 1997 ;
- médaille de bronze individuelle au premier échiquier lors du championnat d'Europe d'échecs des nations en 1997 ;
- finaliste du championnat de Russie de 1997 (battu en finale par Svidler) ;
- deuxième du tournoi d'échecs de Sarajevo 1999 (derrière Garry Kasparov) ;

#### Années 2000 et 2010
- finaliste de la première coupe du monde d'échecs en 2000 à Shenyang (battu en finale par Anand) ;
- quart de finaliste du championnat du monde de la Fédération internationale des échecs 2000 à New Delhi ;
- finaliste de la coupe du monde rapide de 2001 à Cannes (battu en finale par Kasparov) ;
- deuxième du tournoi de Montecatini Terme 2001 (victoire de Ivantchouk) ;
- quart de finaliste du championnat du monde de la Fédération internationale des échecs 2001-2002 à Moscou ;
- vainqueur du tournoi de Wijk aan Zee en 2002 ;
- demi-finaliste du tournoi des candidats Braingames de Dortmund en 2002 ;
- troisième du tournoi de Wijk aan Zee 2003 ;
- vainqueur du Masters d'échecs d'Enghien en 2003 ;
- vainqueur du tournoi rapide Amber à Monaco en 2003 (également deuxième en 2004) ;
- médaille d'or individuelle (échiquier de réserve) lors du championnat du monde d'échecs par équipe de 2005 ;
- cinquième de la coupe du monde d'échecs 2005 à Khanty-Mansiïsk, qualifié pour le tournoi des candidats de 2007 ;
- vainqueur du match conte  Judit Polgár au premier tour du tournoi des Candidats 2007 (3,5-2,5), battu au deuxième tour par Peter Leko  ;
- 2e-5e du tournoi d'échecs de Poïkovski en 2006 ;
- deuxième du mémorial Capablanca à La Havane en 2006 ;
- 1er-4e de l'open de Moscou en 2010 (deuxième au départage).

### Coupes du monde et championnats du monde à élimination directe
| Année | Lieu                             | Résultat                                   | Ultime adversaire                   | Adversaires battus |
| ----- | -------------------------------- | ------------------------------------------ | ----------------------------------- | --- |
| 1997  | Groningue                        | troisième tour                             | Michał Krasenkow                    | Vladimir Malaniouk |
| 1999  | Las Vegas                        | troisième tour                             | Vladimir Akopian                    | Jaan Ehlvest |
| 2000  | New Delhi                        | quart de finale (cinquième tour)           | Alexeï Chirov                       | Rafael Vaganian, Alekseï Aleksandrov, Boris Gulko                                                                         |
| 2000  | Shenyang (coupe du monde)        | finaliste                                  | Viswanathan Anand                   | Zurab Azmaiparashvili, Gilberto Milos                                                                                     |
| 2001  | Moscou                           | quart de finale (cinquième tour)           | Ruslan Ponomariov                   | Mikhail Gluzman, Vladimir Baklan, Konstantin Sakaïev, Jaan Ehlvest                                                        |
| 2005  | Khanty-Mansiïsk (coupe du monde) | quart de finale (cinquième tour) Cinquième | Ruslan Ponomariov (quart de finale) | Rodrigo Vásquez, Arkadij Naiditsch Lázaro Bruzón, Magnus CarlsenSergueï Roublevski, Boris Guelfand (matchs de classement) |
| 2007  | Khanty-Mansiïsk (coupe du monde) | quatrième tour (huitième de finale)        | Ievgueni Alekseïev                  | Julio Becerra Rivero, Loek van Wely Aleksandr Grichtchouk                                                                 |
| 2019  | Khanty-Mansiïsk (coupe du monde) | premier tour                               | Rustam Qosimjonov                   | |
| 2021  | Sotchi                           | deuxième tour                              | Aryan Tari                          | Daniel Quizon |

### Compétitions par équipe
Bareïev remporte  les Olympiades d'échecs avec l'équipe d'URSS en 1990, puis de Russie en 1994, 1996 et 1998 (il jouait au troisième échiquier en 1994 et 1998).
Il remporte le championnat du monde d'échecs par équipe avec la Russie en 1997 (il jouait au premier échiquier) et 2005 (médaille d'or individuelle avec 5,5 points sur 6 à l'échiquier de réserve).
Il remporte le championnat d'Europe d'échecs des nations avec la Russie en 1992 et 2003 (il jouait à chaque fois au deuxième échiquier).
Il remporte la coupe d'Europe des clubs d'échecs en 1994, 1997, 1999 et 2000 (1er échiquier de l'équipe du Bosna Sarajevo).
En 2016, Bareïev joue au premier échiquier de l'équipe du Canada lors de l'olympiade d'échecs de 2016 à Bakou. Le Canada finit onzième et obtient son meilleur classement depuis 1982.

### Secondant de Kramnik
Bareïev a fait partie de l'équipe de secondants de Vladimir Kramnik, en particulier lors de sa victoire contre Garry Kasparov au championnat du Monde 2000.

### Entraîneur
Ancien numéro 3 mondial avec un classement Elo maximum de 2739 (en octobre 2003), il est maintenant semi-retraité en tant que joueur (il n'a pas joué en compétition de janvier 2013 à août 2015).
Il se consacre à la formation des jeunes.
Au 1er novembre 2015, Bareïev, qui est inscrit auprès de la fédération canadienne, est le 70e joueur mondial avec un classement Elo de 2 675.

## Publication
- (Avec Ilya Levitov), From London to Elista, éd. New In Chess, 2007  (ISBN 978-9056912192)

## Exemple de partie
Evgeny Bareïev - David Norwood, Marseille, 1990
1. d4 d6 2. e4 Cf6 3. Cc3 g6 4. f4 Fg7 5. Cf3 c5 6. e5 Cg4 7. dxc5 dxc5 8. Dxd8+ Rxd8 9. h3 Ch6 10. Fe3 b6 11. 0-0-0+ Fd7 12. g4 Rc8 13. Cg5 f6 14. Txd7!! Rxd7 15. Fb5+ Rc8 16. Ce6 Ff8 17. Cd5! Cf7 18. Cdc7! Cd8 19. Td1 Cxe6 20. Cxe6 fxe5 21. Td8+ Rb7 22. Fd3!! 1-0.